# Station Charleroi-West
Station Charleroi-West (Frans: Gare de Charleroi-Ouest) is een spoorwegstation in de stad Charleroi langs spoorlijn 140 (Marcinelle - Ottignies). Het station ligt ten westen van het centrum van Charleroi. In het station is tevens een aansluiting op industrielijn 260 naar het vormingsstation Monceau. Deze verbinding is momenteel buiten gebruik en overwoekerd.
Het station heeft geen loketten, en wordt enkel aangedaan door lokale treinen van Charleroi-Centraal naar Ottignies. Het is nu een stopplaats. Het wordt ook aangedaan door de metro van Charleroi (metrostation Ouest), men kan van hieruit naar het station Charleroi-Centraal, of richting Anderlues, Gilly en Parc reizen.
De NMBS is bezig met een onderzoek om dit station te verplaatsen naar het noorden en te hernoemen tot station Charleroi-Dampremy-La Planche, met toegang tot de Dôme. Het huidige station Marchienne-au-Pont zou dan worden hernoemd naar Charleroi-West (Frans: Charleroi-Ouest).

## Treindienst
| Serie       | Treinsoort               | Route                                                                   | Bijzonderheden                                            |
| ----------- | ------------------------ | ----------------------------------------------------------------------- | --------------------------------------------------------- |
| S 61        | S-trein Charleroi (NMBS) | Waver – Charleroi-West – Charleroi-Centraal – Jambes                    | Rijdt in de week 2×/u tussen Jambes - Charleroi-Centraal. |
| P 7750/8750 | Piekuurtrein (NMBS)      | [ Erquelinnes – ] / [ Ottignies – Charleroi-West – ] Charleroi-Centraal | Rijdt alleen op werkdagen.                                |

## Galerij

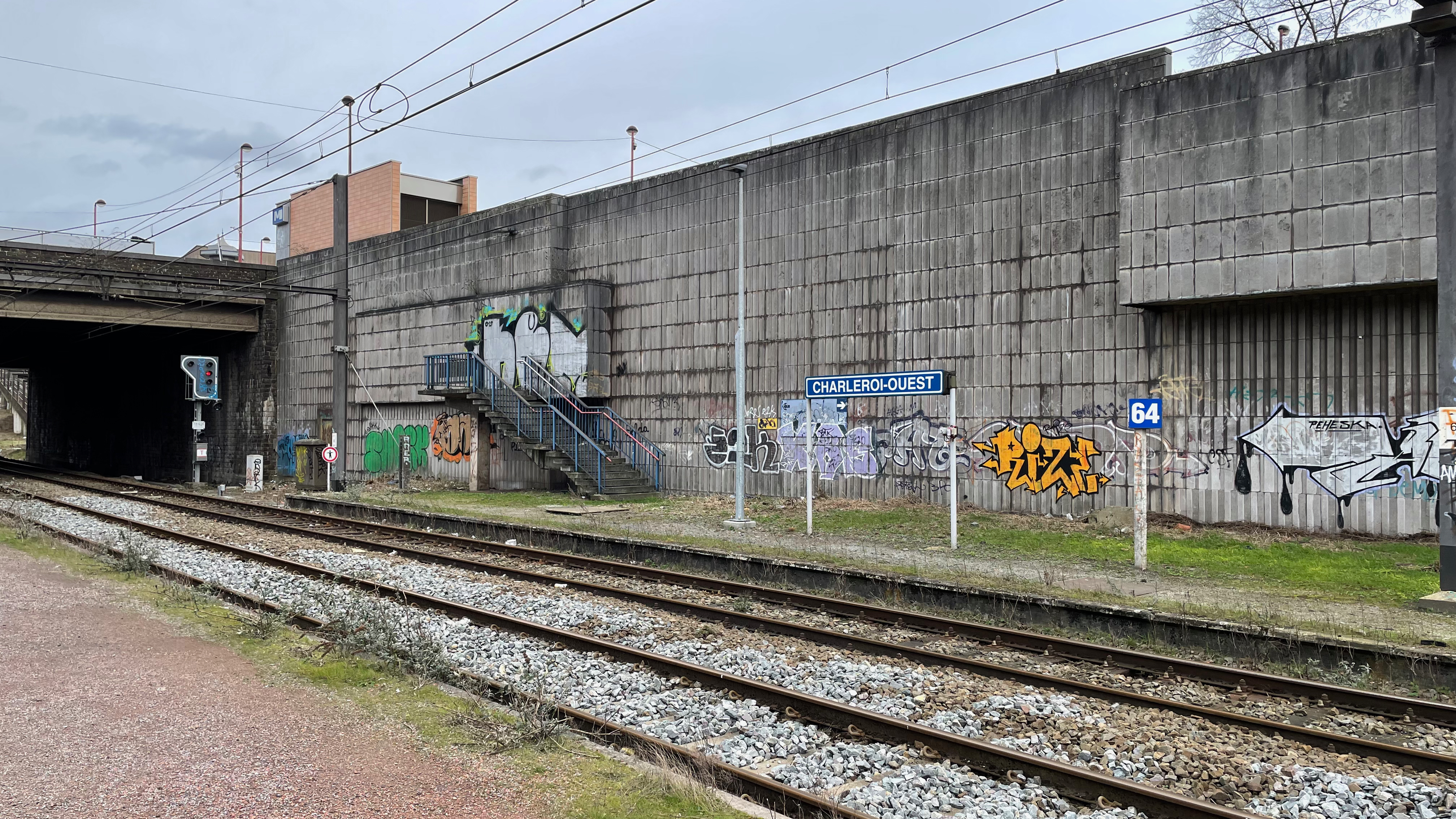
Zicht op het perron
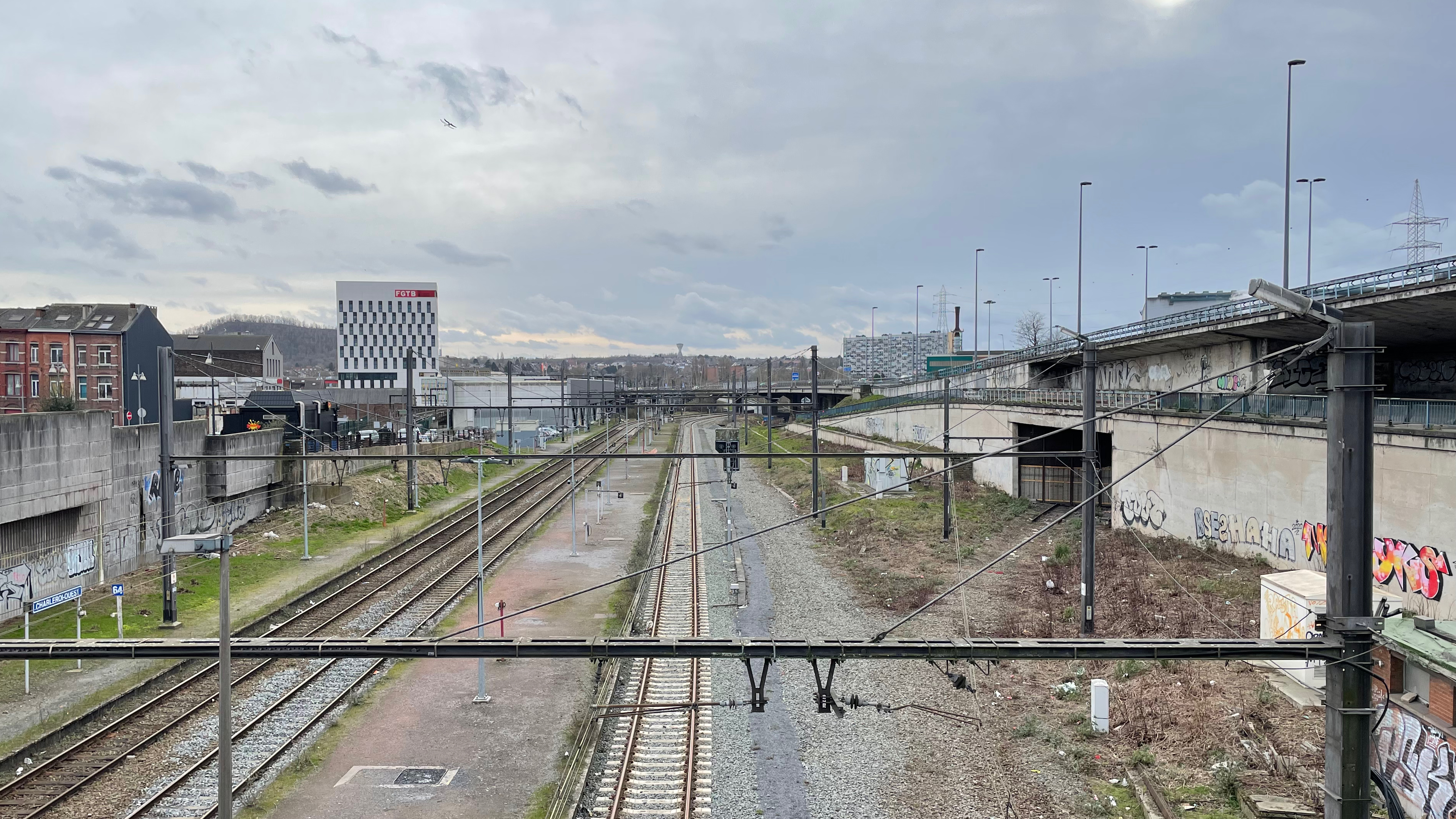
Zicht op de sporen
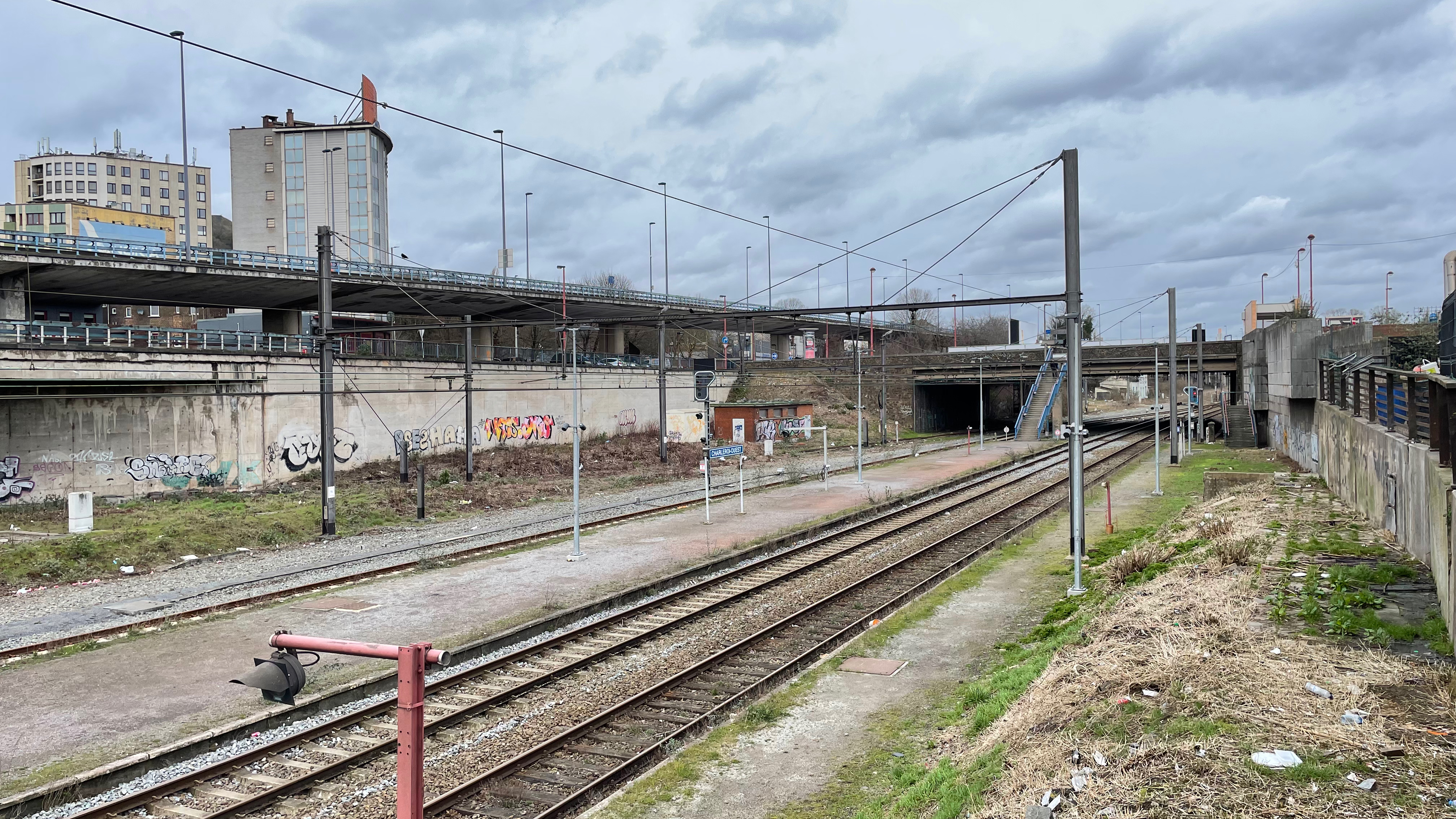
Het station
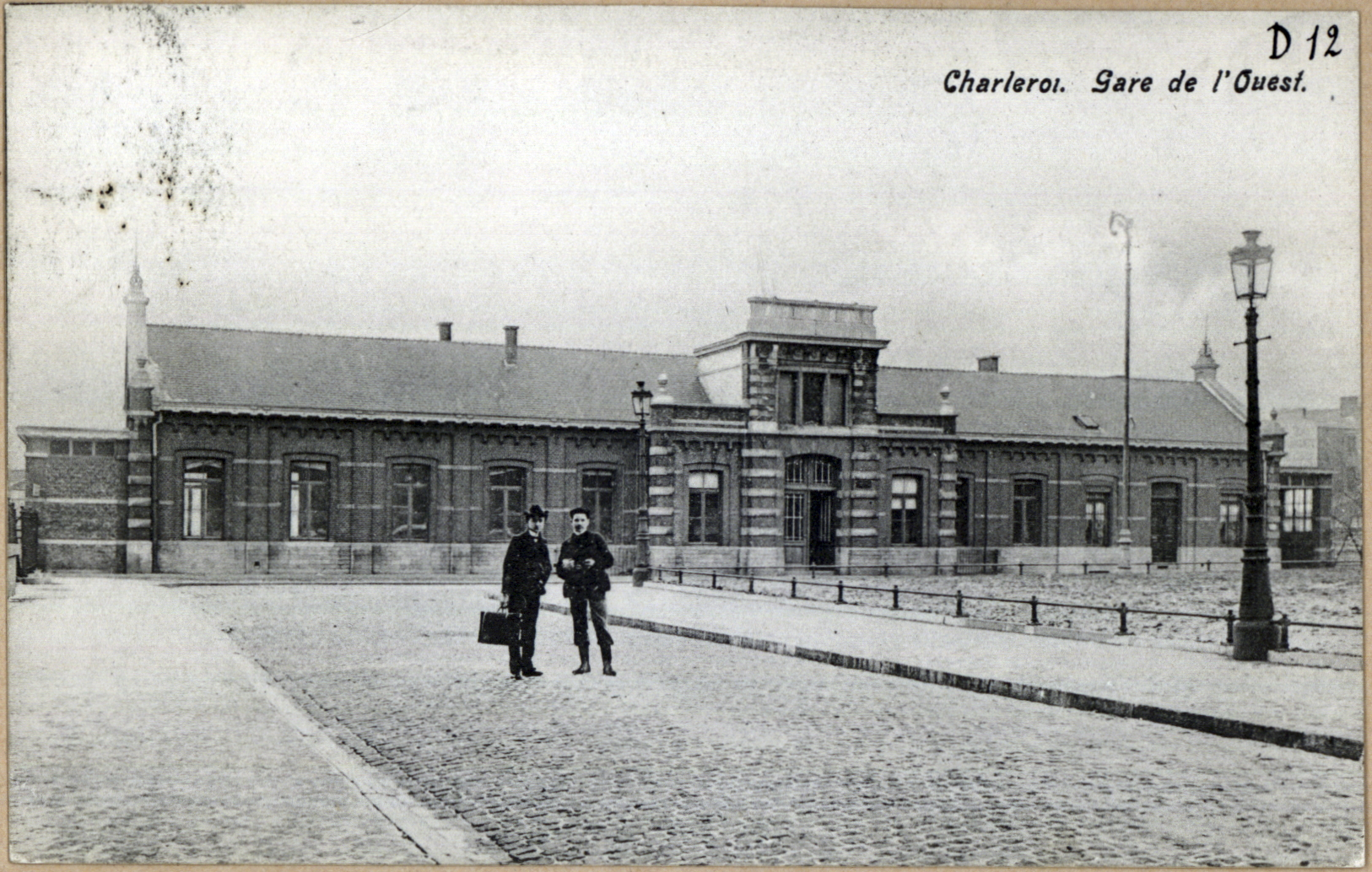
Het station begin 20ste eeuw

## Reizigerstellingen
De grafiek en tabel geven het gemiddeld aantal instappende reizigers weer op een week-, zater- en zondag.
| Tabel: aantal instappende reizigers station Charleroi-Ouest | Tabel: aantal instappende reizigers station Charleroi-Ouest | Tabel: aantal instappende reizigers station Charleroi-Ouest | Tabel: aantal instappende reizigers station Charleroi-Ouest |
|                                                             | Weekdag                                                     | Zaterdag                                                    | Zondag                                                      |
| ----------------------------------------------------------- | ----------------------------------------------------------- | ----------------------------------------------------------- | ----------------------------------------------------------- |
| 1977                                                        | 453                                                         | 166                                                         | 81                                                          |
| 1978                                                        | 460                                                         | 193                                                         | 164                                                         |
| 1979                                                        | 462                                                         | 211                                                         | 238                                                         |
| 1980                                                        | 425                                                         | 120                                                         | 144                                                         |
| 1981                                                        | 355                                                         | 109                                                         | 162                                                         |
| 1982                                                        | 421                                                         | 74                                                          | 126                                                         |
| 1983                                                        | 326                                                         | 79                                                          | 128                                                         |
| 1984                                                        | 413                                                         | 130                                                         | 185                                                         |
| 1985                                                        | 471                                                         | 134                                                         | 226                                                         |
| 1986                                                        | 289                                                         | 112                                                         | 202                                                         |
| 1987                                                        | 180                                                         | 46                                                          | 75                                                          |
| 1988                                                        | 138                                                         | 52                                                          | 67                                                          |
| 1989                                                        | 159                                                         | 39                                                          | 44                                                          |
| 1990                                                        | 97                                                          | 6                                                           | 7                                                           |
| 1991                                                        | 103                                                         | 34                                                          | 37                                                          |
| 1992                                                        | 122                                                         | 35                                                          | 37                                                          |
| 1993                                                        | 117                                                         | 39                                                          | 36                                                          |
| 1994                                                        | 133                                                         | 34                                                          | 31                                                          |
| 1995                                                        | 125                                                         | 49                                                          | 75                                                          |
| 1996                                                        | 104                                                         | 20                                                          | 35                                                          |
| 1997                                                        | 105                                                         | 33                                                          | 28                                                          |
| 1998                                                        | 114                                                         | 16                                                          | 23                                                          |
| 1999                                                        | 124                                                         | 11                                                          | 20                                                          |
| 2000                                                        | 104                                                         | 38                                                          | 27                                                          |
| 2001                                                        | 118                                                         | 21                                                          | 18                                                          |
| 2002                                                        | 88                                                          | 24                                                          | 31                                                          |
| 2003                                                        | 88                                                          | 20                                                          | 24                                                          |
| 2004                                                        | 87                                                          | 20                                                          | 20                                                          |
| 2005                                                        | 99                                                          | 56                                                          | 38                                                          |
| 2006                                                        | 90                                                          | 28                                                          | 16                                                          |
| 2007                                                        | 75                                                          | 20                                                          | 30                                                          |
| 2008                                                        | -                                                           | -                                                           | -                                                           |
| 2009                                                        | 94                                                          | 21                                                          | 22                                                          |
| 2010                                                        | -                                                           | -                                                           | -                                                           |
| 2011                                                        | -                                                           | -                                                           | -                                                           |
| 2012                                                        | 108                                                         | 21                                                          | 24                                                          |
| 2013                                                        | 140                                                         | 20                                                          | 31                                                          |
| 2014                                                        | 116                                                         | 28                                                          | 29                                                          |
| 2015                                                        | 104                                                         | 24                                                          | 22                                                          |
| 2016                                                        | 99                                                          | 24                                                          | 26                                                          |
| 2017                                                        | 92                                                          | 18                                                          | 17                                                          |
| 2018                                                        | 67                                                          | 20                                                          | 21                                                          |
| 2019                                                        | 93                                                          | 14                                                          | 15                                                          |
| 2020                                                        | 45                                                          | 19                                                          | 13                                                          |
| 2021                                                        | -                                                           | -                                                           | -                                                           |
| 2022                                                        | 110                                                         | 22                                                          | 30                                                          |
| 2023                                                        | 153                                                         | 21                                                          | 49                                                          |
| 2024                                                        | 106                                                         | 28                                                          | 27                                                          |

Charleroi-Central · 
Charleroi-Nord · 
Charleroi-Ouest · 
Charleroi-Sud-Quai · 
Charleroi-Ville-Haute · 
Couillet · 
 Couillet-Montignies · 
Dampremy · 
Gosselies · 
Goutroux · 
Jumet-Brûlotte · 
La Planche ·
La Villette ·
Lodelinsart · 
Lodelinsart-Ouest · 
Marchienne-au-Pont · 
Marchienne-Est · 
Marchienne-Zône · 
Marcinelle · 
Marcinelle-Haies · 
Monceau · 
Monceau-Usines · 
Montignies-Formation · 
Montignies-Neuville · 
Montignies-sur-Sambre · 
Mont-sur-Marchienne · 
Ransart · 
Roux
0,0: Ottignies ·
2,1: Céroux-Mousty ·
3,0: Court-Saint-Étienne ·
7,3: Faux ·
8,5: La Roche ·
12,0: Villers-la-Ville ·
13,4: Strichon ·
15,6: Tilly ·
17,5: Marbisoux ·
19,0: Marbais ·
21,1: Ligny ·
24,0: Fleurus ·
26,2: Wangenies ·
28,9: Ransart ·
31,0: Bois-Noël ·
32,1: Lodelinsart ·
33,4: La Planche ·
34,8: Dampremy ·
35: Dampremy-Charbonnage ·
36,0: Marcinelle